# Bisbat de Rochester
El bisbat de Rochester és l'ordinari de la diòcesi de Rochester de l'Església d'Anglaterra a la província de Canterbury. Aquesta diòcesi cobreix l'oest del comtat de Kent i està centrada a la ciutat de Rochester, on el seient del bisbe està localitzat a la seva catedral (consagrada el 604). Durant els segles XVII i XVIII fou costum que el bisbe de Rochester també fos nomenat dean de l'abadia de Westminster.
El càrrec de bisbe fou creat el 604 després de la fundació de la diòcesi al regne de Kent sota el regnat del rei Ethelbert. el bisbe actual és el reverend James Langstaff.